# Megyeri János (szobrászművész)
Megyeri János (Budapest, 1965. május 12. –) magyar szobrászművész, jelmeztervező.

## Életpályája
Már gyerekkorában is érdekelte a művészet, rengeteget rajzolt és festett. Húszas évei elején a jelmeztervezés felé fordult, évekig képezte magát, négy tanfolyamot végzett el, majd végül 1995-ben megalapította saját haute couture (exkluzív, egyedi gyártású divatcikk) műhelyét (MEKO KFT). Főleg privát megrendelései voltak, valamint számos televíziós produkcióval működött együtt (Játék határok nélkül, Gálvölgyi show stb.).
1999-től vállalkozása 16 fős nagy jelmezműhellyé nőtte ki magát, ezt követően érkeztek karrierjébe a nagyobb produkciók. Ebben a jelmezműhelyben készült nyolc operabál mellett egy Széchenyi-film (A Hídember), a Max (John Cusack), és a Bánk bán, majd 2001-ben a Jézus Krisztus szupersztárt ruházta fel egy nyugat-európai turnéra.
Három gyermeke született. Középső fiával, Megyeri Kristóffal dolgozik együtt 2017 óta, aki művészeti menedzserként tevékenykedik.
A 2000-es évek elején talált önmagára a szobrászatban, majd autodidakta módon kezdte képezni magát. Főleg a realista stílus vonzotta, majd 2004-ben megszületett első köztéri alkotása, mely Budapesten lett felavatva, ettől kezdve pedig sorra jöttek a különféle megrendelések, országhatáron túlról is. Számos nagyszabású panoptikumot épített, köztük a Nagykárolyi Panoptikumot, melyben 28 alkotása szerepel. 2015-ben a Milánói Világkiállításon öt szobrát állította ki a magyar pavilonban. A későbbiekben klasszikusabb technikákat kezdett el alkalmazni: főleg bronz, kő, egyéb fémekből alkotott. Országszerte számos közteret, sétányt díszítenek szoborcsoportjai és portréi, köztük a Csukás István-emlékmű Balatonszárszón, valamint Hofi Gézáról alkotott domborműve Budapesten.

## Kitüntetései
Pécelért díj (2023)

## Köztéri szobrok
- Verne Gyula-portrédombormű Budapest (2004)
- Nyírbátori sétány (2011)

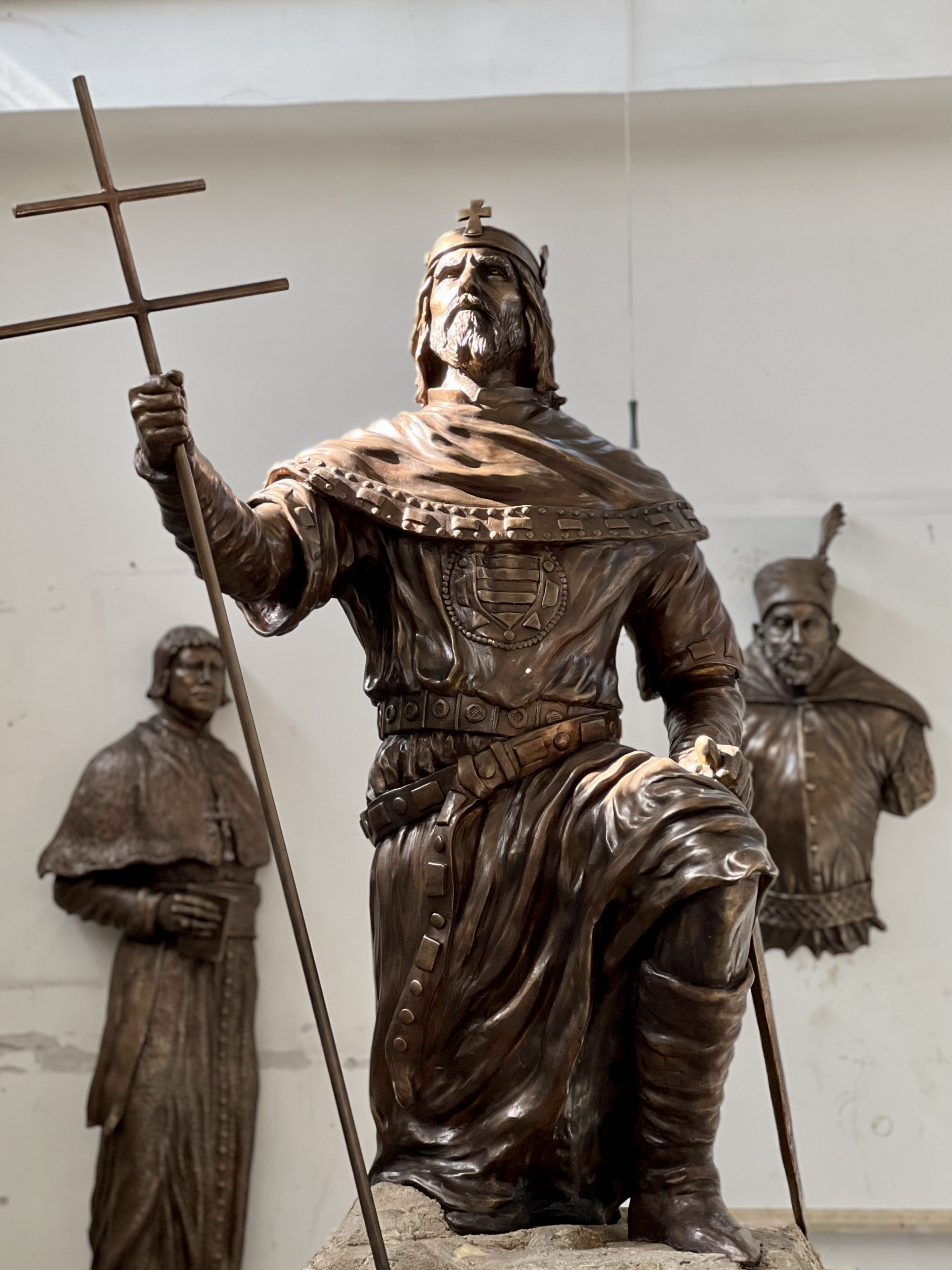
Nyírbátori sétány, Szent István

- Rozsdamentes acél sárkány, Nyírbátor (2018)
- Szilágyi Mihály-szobor, Ásotthalom (2019)
- Bronzsárkány, Nyírbátor (2019)
- Csukás István-mellszobor, Balatonszárszó (2020)

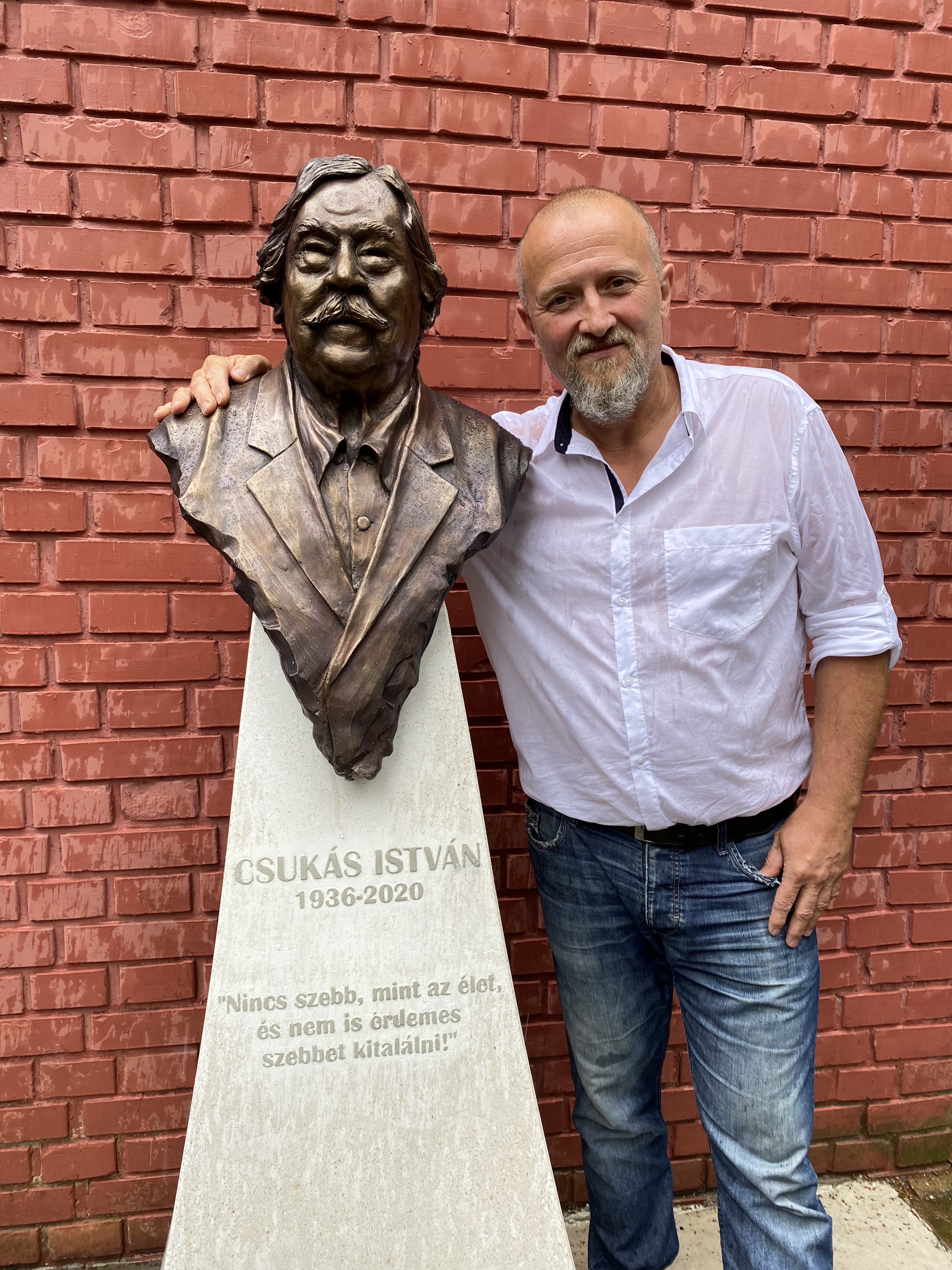
Csukás István-mellszobor

- Gróf Apponyi Albert-kőszobor, Pécel (2020)
- Puskás Ferenc-mellszobor, Pancho Aréna (2020)[1]
- Hofi-dombormű, Budapest (2021)

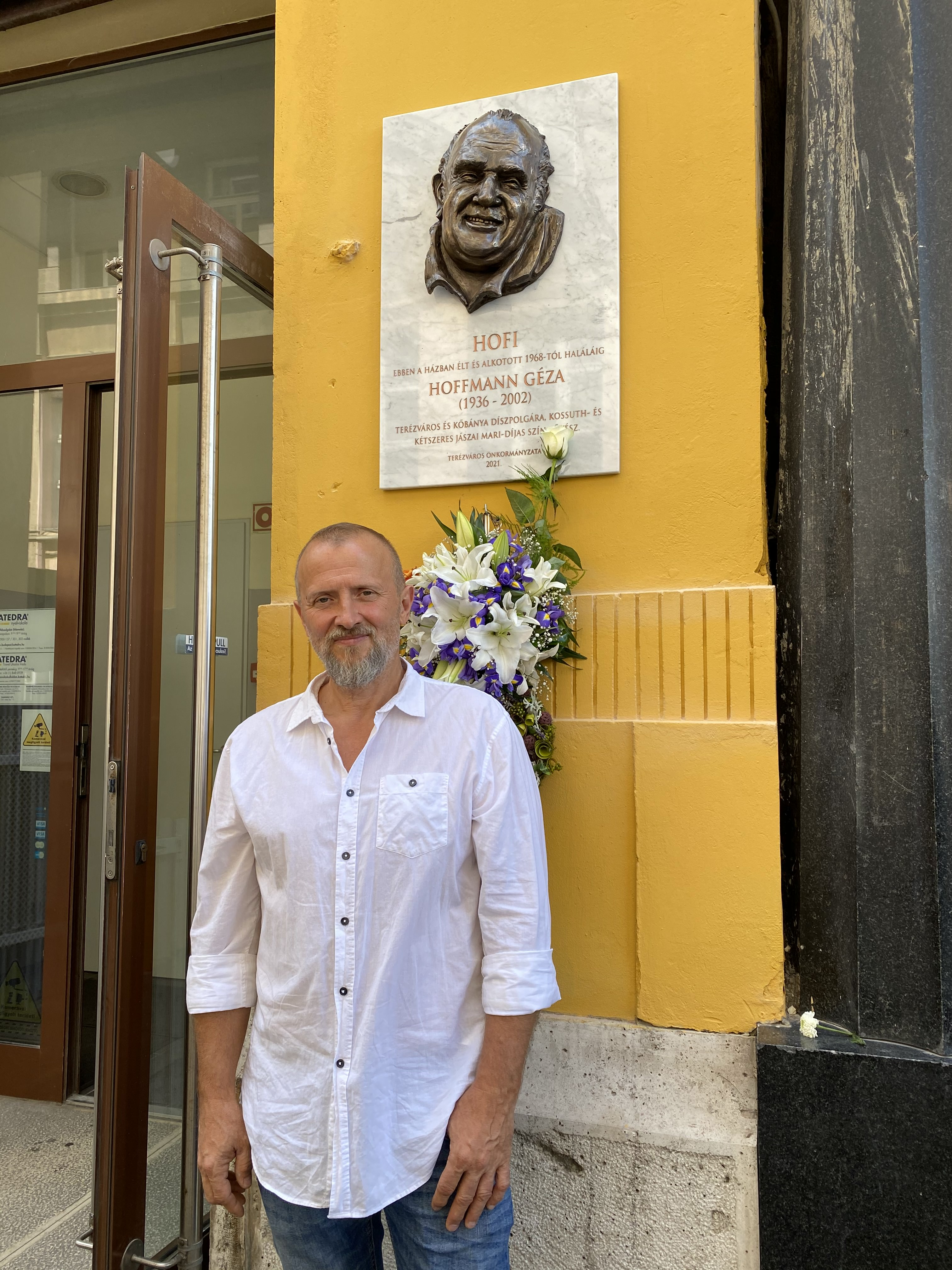
Hofi Géza-dombormű

- Rongyos Gárda emlékmű, Ásotthalom (2022)

## Kiállítások
- Reneszánsz Panoptikum, Budapest (2007)
- Bormúzeum, Budapest (2008-2010)
- Báthori Panoptikum, Nyírbátor (2010-)
- Nagykárolyi panoptikum, Nagykároly, Románia (2014-)

Károlyi Gyula, Nagykárolyi panoptikum

- Hajdúsági Múzeum, Hajdúböszörmény (2014-)
- Sárospataki múzeumban található ágyúöntő műhely, Sárospatak (2015-) ICOMOS-díjas kiállítás
- Milánói Világkiállítás, Milánó, Olaszország (2015)
- Reformáció 500 kiállítás, Pécel (2017)
- Szipál Márton-emlékkiállítás kurátora, Pécel (2017)
- Petőfi Sándor, Szendrey Júlia-szobor, Erdőd, Románia (2018-)
- Kondorosi Csárda Múzeum, Kondoros (2020-)
- Hintázó lány alumíniumszobor, Edelény (2021-)
- Kepenyes Pál-emlékkiállítás kurátora, Kondoros (2022)

## Utazókiállítások
- Süsü és Barátai mesekiállítás (2012-2022)
- Lázár Ervin mesekiállítás (2020-2022)
- Újságmúzeum kiállítás (2021)